# 円滑化協定

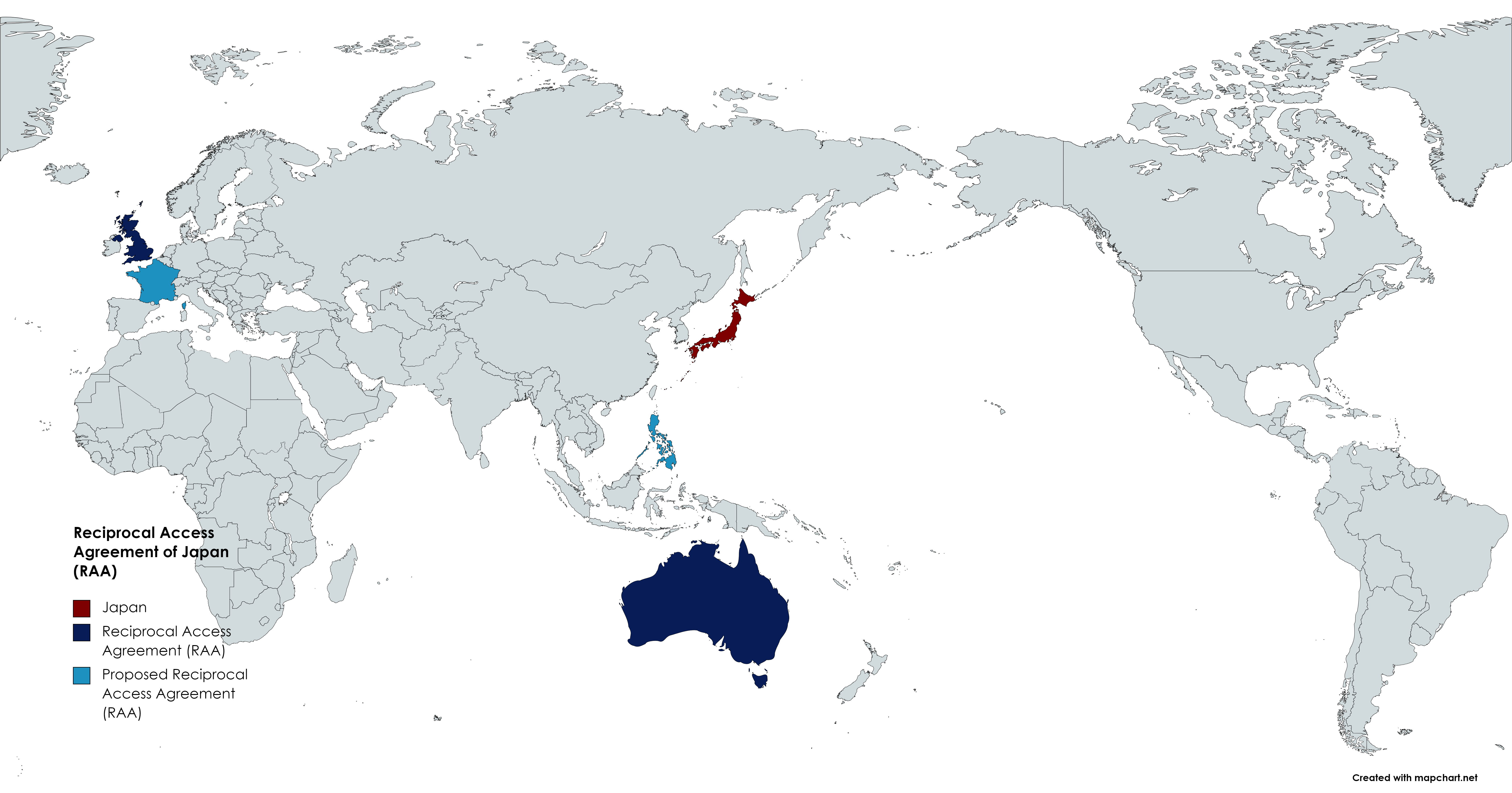
日本との円滑化協定

円滑化協定（えんかつかきょうてい、英語: reciprocal access agreement, RAA）または部隊間協力円滑化協定（ぶたいかんきょうりょくえんかつかきょうてい）は二国政府間で締結された、軍事共同訓練および共同作戦を提供する防衛・安全保障協定を指す。協力関係にある2か国が必要時にいつでも兵力を移動できる枠組みを作るための協定であり、また、兵力の移動に追随して一方の国から他方の国へ物品を輸出入する経路を提供するものでもある。
円滑化協定は日本とオーストラリア間、および日本とイギリス間で締結されている。オーストラリアは円滑化協定によってインドやアメリカ合衆国など他国との関係を強化したほか、安全保障協力に関する日豪共同宣言といった古い協定を更新している。

## 現行
以下の円滑化協定が締結・発効している。

### 日豪円滑化協定
日本国の自衛隊とオーストラリア国防軍との間における相互のアクセス及び協力の円滑化に関する日本国とオーストラリアとの間の協定（Agreement between Japan and Australia concerning the facilitation of reciprocal access and cooperation between the Self-Defense Forces of Japan and the Australian Defence Force）、通称日豪円滑化協定（Japan-Australia Reciprocal Access Agreement）の締結をめぐる議論は2014年に始まり、日本にとっては1960年の日米地位協定以来二例目となる重要な安全保障協定となった。2022年1月6日、オーストラリアのスコット・モリソン首相と、COVID-19に感染し海外訪問をすべて取りやめた日本の岸田文雄首相間で行われたオンライン首脳会談中に締結された。
締結以来、日豪円滑化協定は近年の地政学的緊張とインド太平洋空間における競争の激化を背景に、その存在感を高めてきた。日豪両国は中華人民共和国による南シナ海での活発な活動、および中国共産党との紛争の可能性に対する懸念を共有してきた。その後、オーストラリア側のCOVID-19の起源調査要求に対し、中華人民共和国が経済・外交制裁で応じたことで、緊張は更なる高まりを見せた。
2022年10月22日、オーストラリアのアンソニー・アルバニージー首相と岸田文雄は円滑化協定に基づき安全保障協力に関する日豪共同宣言を改定した。当初の共同宣言はアメリカ同時多発テロ事件以降の関係強化の流れを受け、2007年にジョン・ハワード首相および安倍晋三首相が締結したものであった。法的拘束力のない安全保障協定だったが、今回の改定で拘束力のある協定となり、円滑化協定の効率的な活用が可能になった。
日豪円滑化協定は、インドやアメリカ合衆国との関係強化の足がかりとしても利用されてきた。米印は日豪とともに「日米豪印戦略対話」（通称「クアッド」）と呼ばれるグループを結成した。クアッドは2004年のスマトラ島沖地震後に結成された。当初、4か国は2007年の合同軍事演習実施を目指していたが、中華人民共和国からの強い批判を受けて中止された。その後、モスクワを支持し、西側諸国から距離を置く北京の姿勢に対する懸念の高まりも相まって、2020年に4か国は初の合同軍事演習へと踏み切った。

### 日英円滑化協定
2022年5月5日、ダウニング街での首脳会談中、イギリスのボリス・ジョンソン首相と岸田は日豪円滑化協定と類似する協定締結に向けて議論することで合意した。元の日豪円滑化協定と同様に、合同軍事演習の開催を容易にし、ある国から別の国への兵力派遣の簡素化を目的としていた。さらに、この新協定によって日本は次世代戦闘機の共同開発に参加できるようになった。日本が米国以外の国と大規模な軍事プロジェクトに取り組むのはこれが初めてとなる。
2023年1月11日、ロンドンを訪問していた日本の岸田文雄首相はイギリスのリシ・スナク首相と日本国の自衛隊とグレートブリテン及び北アイルランド連合王国の軍隊との間における相互のアクセス及び協力の円滑化に関する日本国とグレートブリテン及び北アイルランド連合王国との間の協定（Agreement between Japan and the United Kingdom of Great Britain and Northern Ireland concerning the facilitation of reciprocal access and cooperation between the Self-Defense Forces of Japan and the Armed Forces of the United Kingdom of Great Britain and Northern Ireland）、通称日英円滑化協定（Japan-UK Reciprocal Access Agreement）を締結し、両国がそれぞれの部隊を他国に展開できるようにした。イギリスはヨーロッパで初めて日本と円滑化協定を締結した国となり、同国政府は協定を1902年の日英同盟以降もっとも重要なものだと説明している。

### 日比円滑化協定

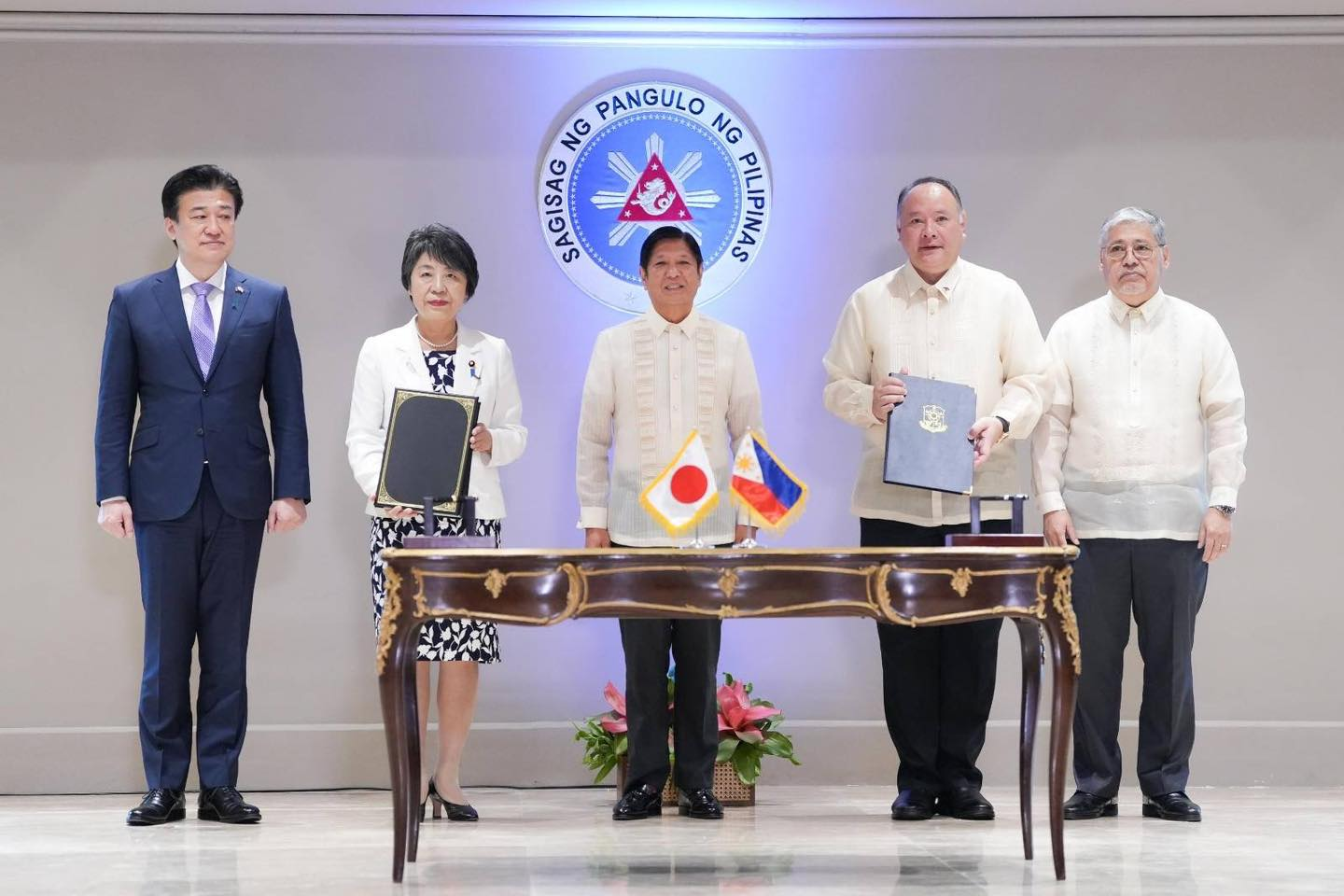
日比円滑化協定の署名式（2024年7月8日）

2023年11月3日、日本とフィリピンは円滑化協定締結に向けて対話を開始したと公表した。2023年11月6日、フィリピンのギルバート・テオドロ国防長官は「できるだけ早く」合意に達したいと述べた。
2024年7月8日、フィリピンのギルバート・テオドロ国防長官と日本の上川陽子外務大臣は日比円滑化協定に署名した。東南アジア諸国が関わる円滑化協定としては初めてのものである。日比両国の高官はそれぞれの国の議会で批准後に協定が発効すると語った。

## 提案中
以下の協定が交渉中である。

### 日仏円滑化協定
2022年1月20日、日本とフランスは中華人民共和国の南シナ海での行動や、北朝鮮の核およびミサイル開発の進展に対応するため、軍事協力強化を目的として会談を行った。